# Xenochromis
Xenochromis is een monotypisch geslacht van straalvinnige vissen uit de familie van de cichliden (Cichlidae).

## Soort
- Xenochromis hecqui Boulenger, 1899